# Аун Сан Су Чи
Дау Аун Сан Су Чи (на бирмански: အောင်ဆန်းစုကြည်) е мианмарски политик и носителка на Нобелова награда за мир през 1991 г.

## Биография
Дъщеря е на мианмарския политик, революционер и популярен герой на движението за национална независимост ген. Аун Сан, убит през 1947 г., когато тя е едва 2-годишна. Напуска Бирма през 1960 г. и прекарва голяма част от живота си във Великобритания. Учи в Оксфорд философия, политика и икономика. Там се запознава с бъдещия си съпруг, от когото има 2 сина.
През 1988 г. се завръща в Мианмар, за да се грижи за болната си майка. Оглавява опозицията срещу военния режим, за което е поставена за продължителни периоди под домашен арест. Периодът съвпада с мащабни улични протести срещу военните, в които се включва активно. Организира демонстрации и обикаля страната, призовавайки за „мирна смяна на режима“ и свободни избори. Протестите са смазани брутално. През 1990 г. печели решително изборите, но те са обявени за невалидни от военните, които отказват да предадат властта.
Аун Сан Су Чи е носител на наградата „Сахаров“ на Европейския парламент през 1990 г. През 1991 г. получава Нобелова награда за мир като „бележит пример за силата на безсилните“. 
През 1999 г. съпругът ѝ умира от рак. Военната хунта не му разрешава виза, като ѝ разрешава да пътува до Великобритания, за да се сбогуват, но тя отказва по съображение, че няма да я пуснат да се върне обратно в страната. Има внуци, които никога не е виждала.
През 2003 г. е вкарана в затвора, за да попречат на обиколката ѝ в страната. Военният режим пуска Аун Сан Су Чи от домашен арест на 13 ноември 2010 г.
В списък на списание „New Statesman“ през 2006 г. е призната като първи „герой на нашето време“.
През 2007 г. по решение на Парламента на Канада на Аун Сан Су Чи е присъдено почетно гражданство на Канада. През 2008 г. е наградена с най-високото отличие на САЩ – Златен медал на Конгреса на САЩ.
През 2015 г. нейната партия – Национална лига за демокрация – печели абсолютно мнозинство на свободните парламентарни избори и Аун Сан Су Чи фактически оглавява правителството. В периода 2016 – 2017 г., по време на управлението ѝ, военните извършват брутални репресии срещу мюсюлманското малцинство рохинга, в резултат на които почти един милион души напускат страната, а ООН отправя предупреждение, че действията на военните са геноцид и етническо прочистване. След месеци мълчание Аун Сан Су Чи заявява: „Признавам, че можехме да се справим по-добре със ситуацията. Но като мултиетническа държава, наша основна грижа е сигурността и стабилността, ние трябва да бъдем справедливи към всички“. Су Чи е критикувана от международната общност за бездействието си да предотврати или прекрати преследванията на рохинга, както и за мълчанието си относно действията на военните срещу малцинствената група.
В края на 2020 година партията ѝ отново печели с лекота изборите, но през февруари 2021 година военните извършват пореден преврат и я отстраняват от поста ѝ. През 2022 г. Су Чи е осъдена на 5 години затвор за корупция; следват и още присъди по общо 19 обвинения. През август 2023 г. военната хунта помилва Ан Сан Су Чи за част от престъпленията, за които е осъдена, намалявайки 33-годишната ѝ присъда с 6 години, и я поставя под домашен арест.

## В популярната култура
През 2011 г. излиза биографичен филм за Су Чи на режисьора Люк Бесон „Лейди“. Сценарият е на Ребека Фрейн. В ролята на Аун Сан Су Чжи е Мишел Йео.

## Вътрешни препратки
1. ↑  Aung San Suu Kyi's fight //   Дойче веле, 13 юни 2012 г. Посетен на 13 март 2024 г. (на английски)
2. ↑  Aung San Suu Kyi - Facts //   Посетен на 2 април 2016 г. (на английски)
3. ↑  www.nobelprize.org
4. ↑  www.dw.com //   Посетен на 10 февруари 2022 г.
5. ↑  crsreports.congress.gov
6. ↑  Profile: Aung San Suu Kyi //   13 ноември 2015 г. Посетен на 2 април 2016 г. Aung San Suu Kyi is the daughter of Myanmar's independence hero, General Aung San. (на английски)
7. 1 2 3 4 5  Възходът и падението на Аун Сан Су Чжи
8. ↑  Аун Сан Су Чи – 1990 г., Мианмар
9. ↑  Cowley, Jason. Heroes of our time – the top 50 //   New Statesman, 22 май 2006. Посетен на 4 октомври 2007.
10. ↑  Rohingya widows find safe haven in Bangladesh camp //  Reuters.   7 декември 2017. Посетен на 16 януари 2018.
11. ↑  Human rights situations that require the Council’s attention: Report of the Independent International Fact-Finding Mission on Myanmar, August 24 август 2018, United Nations, Human Rights Council, 39th session, 10 – 28 септември 2018, Agenda item 4
12. ↑  Crimes Against Humanity and Ethnic Cleansing of Rohingya Muslims in Burma’s Arakan State //   Human Rights Watch, 22 април 2013.
13. ↑  Myanmar wants ethnic cleansing of Rohingya – UN official //   BBC News, 24 ноември 2016.
14. ↑  "Myanmar Rohingya: UN says military leaders must face genocide charges", 27 август 2018, BBC News
15. ↑  Nobel Peace Prize winner accused of overlooking 'ethnic cleansing' in her own country //   The Independent, 9 декември 2016.
16. ↑  Пет години затвор за Аун Сан Су Чжи
17. ↑  Хунтата в Мианмар помилва бившия президент Аун Сан Су Чжи
18. ↑  The Lady (2011)